# Шато д’О (станция метро)
«Шато д’О» (фр. Chateau-d'Eau — Водная башня) — станция парижского метрополитена 4 линии. На станции установлены платформенные раздвижные двери.

## Расположение
Станция расположена на северо-востоке Парижа, в 10 округе, на перекрестке бульвара Страсбур и улицы Шато д`О. Ближайшие станции — «Гар де л`Эст» и «Сан Дени» 4 линии.

## История
Станция была открыта 21 апреля 1908 года. Название получила благодаря улице, на которую станция имеет выход. В свою очередь улица получила своё название от того, что на ранее одноименной площади, находящейся восточнее по этой улице, раньше 1880 года располагались фонтаны, которые французы называли Chateau-d`Eau. Теперь площадь носит название Republique, а улица сохранила своё название и передала его станции метро.
Пассажиропоток по станции по входу в 2011 году, по данным RATP, составил 4 842 822 человека. В 2013 году этот показатель сильно снизился до 4 059 164 человек (119 место по уровню входного пассажиропотока в Парижском метро)

## Пересадка на наземный транспорт
- Автобусы 38, 39, 47
- Noctilien N13, N14